# Sven Ornelis
Sven Ornelis (Assebroek (Brugge), 7 juni 1973) is een Belgische radio- en televisiepresentator. Hij presenteerde van 2001 tot 2015 het ochtendprogramma op Q-music en doet vanaf 2016 hetzelfde op Joe.

## Radio
Bij Radio 2 leerde Ornelis van Michel Follet de kneepjes van het vak. Toen hij net 18 jaar was, mocht hij Follet vervangen tijdens zijn vrijdagochtendprogramma Dag en dauw in de zomervakanties. Hij maakte ook reportages vanuit Namen voor het radioprogramma Kop Of Flet. Toen Follet de overstap maakte naar Donna volgde Sven Ornelis ook. Daar presenteerde hij onder meer de "Ultratop" en zijn dagelijkse Bumpershow.
In 2000 presenteerde Ornelis samen met Erwin Deckers de Deckers en Ornelis Ochtendshow op Radio Donna. Hoewel dit programma maar acht maanden op Donna heeft gelopen, was het wel enorm populair. Beide heren kregen en grepen in 2001 de kans om het eerste commerciële radiostation van Vlaanderen mee op te richten: Q-music. Samen presenteerden Deckers en Ornelis acht jaar lang hetzelfde ochtendprogramma. In september 2008 besloot Deckers er een punt achter te zetten en werd hij opgevolgd door Kürt Rogiers, waarbij het programma werd omgedoopt tot Ornelis en Rogiers Showtime. In het najaar 2014 verliet Rogiers het programma om een eigen programma te presenteren. Nadien presenteerde Ornelis het ochtendprogramma nog een jaar samen met Maarten Vancoillie en Dorothee Dauwe, onder de titel Ornelis & Vancoillie. Op 16 juni 2015 maakte hij bekend dat hij, na bijna 15 jaar, afscheid zou nemen van de ochtendshow. Van september 2015 tot juni 2016 presenteerde hij op Qmusic een soloprogramma in de voormiddag; binnen die periode was hij ook een aantal maanden adjunct-programmadirecteur van Qmusic en zusterzender JOE fm.
Op 16 juni 2016 werd bekendgemaakt dat Ornelis de overstap maakte naar Joe. Hij presenteert er sinds 16 augustus 2016 opnieuw een ochtendshow, ditmaal samen met Anke Buckinx. Op 27 januari 2024 wonnen ze met de show de tweede editie van de Kastaars! mediaprijs voor Beste Radioprogramma, nadat ze ook in 2023 al op de shortlist voor deze prijs waren beland.
Naar aanleiding van honderd jaar radio voerde de VRT in 2014 een grootschalig onderzoek uit. Lutgart Simoens werd verkozen tot beste radiofiguur van de afgelopen decennia. Simoens wordt in de top 10 gevolgd door Ornelis.

## Televisie
Verder werkte Ornelis ook al voor televisie. Toen hij 19 jaar was, presenteerde hij televisiespelletjes op onder meer Veronica en de regionale tv-zender AVS. Daarna begon hij als wrapper op jongerenzender Ketnet van de VRT. Bij zijn overstap naar de VMMa (het huidige Medialaan) werd hij creative producer van "Het Hart Van Vlaanderen". In 2004 presenteerde hij op KANAALTWEE het dagelijkse praatprogramma Tapas.
In 2008 maakte Ornelis zijn debuut als acteur in de Samson en Gert-film Hotel Op Stelten. Hij speelde er een kleine rol als rijkswachter. In 2012 en 2013 speelde hij een bescheiden terugkerende rol als groenteverkoper André in beide seizoenen van de VTM-fictiereeks Danni Lowinski, waarin zijn (oud-)radiocollega Kürt Rogiers een van de hoofdrollen speelde.

## Wereldrecord
Op maandag 22 oktober 2007 deed Ornelis een poging om het wereldrecord strijken te verbreken. Het bestaande record stond op 40 uur. Dinsdagavond om 22.00 uur haalde Ornelis de overwinning; hij had het meer dan 40 uur uitgehouden en behaalde hiermee dus een nieuw record.

## Andere
- Ornelis is een bedreven hobbykok en bracht in 2015 met De would-be chef Sven Ornelis zijn eerste kookboek uit. In 2016 volgde onder diezelfde noemer een tweede boek.
- Ornelis schrijft ook boeken en columns. Zijn columns werden onder meer gepubliceerd in Het Laatste Nieuws, de Nederlandse krant Trouw, computermagazine Clickx en De Zondag[4].
- Ornelis is ook regelmatig dj op feestjes, waaronder de Qparty's. Hij draait voornamelijk foute muziek.
- Ornelis schreef als 15-jarige een brief aan Michail Gorbatsjov en had een jaar later in Nederland een ontmoeting met hem.
- Zijn vader, André Ornelis, was in de jaren 1970 een verdienstelijk veldloper. Ornelis' personage in Danni Lowinski is overigens naar hem genoemd.